# خوسيه ماريا فلوريس
خوسيه ماريا فلوريس (بالإسبانية: José María Flores)‏ ، من مواليد 1818 ، وتوفي سنة 1866م ، عين حاكماً وقائداً عاماً للقوات المكسيكية في ألتا كاليفورنيا من سنة 1846 إلى سنة 1847م ، وشارك في الحرب المكسيكية الأمريكية.